# 횡성여자고등학교
횡성여자고등학교(橫城女子高等學校)는 대한민국 강원특별자치도 횡성군 횡성읍 입석리에 있는 공립 고등학교이다.

## 학교 연혁
- 1979년 11월 2일 : 횡성여자고등학교 설립 인가(9학급)
- 1980년 3월 1일 : 개교
- 1981년 1월 13일 : 15학급 인가(보통과 산업체 특별학급 3학급)
- 1992년 12월 30일 : 21학급 인가(전학년 보통과 4, 상업과 2, 정보처리과 1학급)
- 1997년 2월 28일 : 산업체 특별학급 폐지
- 2012년 10월 16일 : 학칙변경 인가(전학년 보통과 5학급)
- 2023년 12월 29일 : 제42회 졸업식(졸업생 102명, 총 누계 8,504명)
- 2024년 3월 1일 : 제17대 김택훈 교장 부임
- 2024년 3월 4일 : 제45회 입학식(114명 입학)

## 참고 자료
- 횡성여자고등학교 - 한국교육학술정보원 학교알리미